# Edwardsiana lethierryi
Edwardsiana lethierryi är en insektsart som först beskrevs av Edwards 1881.  Edwardsiana lethierryi ingår i släktet Edwardsiana och familjen dvärgstritar. Enligt den finländska rödlistan är arten sårbar i Finland. Arten är reproducerande i Sverige. Artens livsmiljö är lundskogar. Inga underarter finns listade i Catalogue of Life.

## Bildgalleri

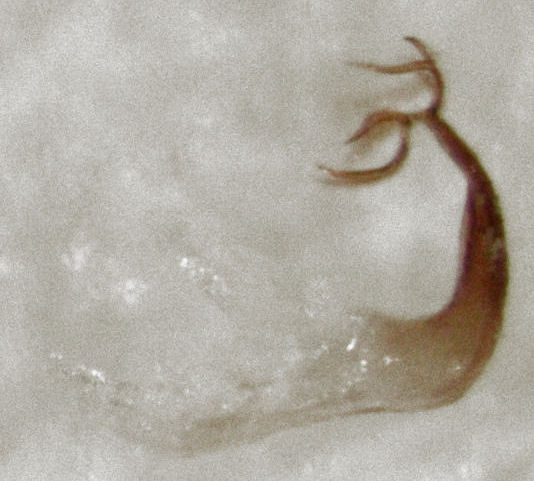
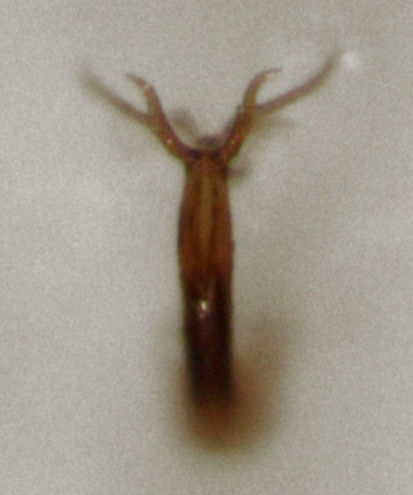
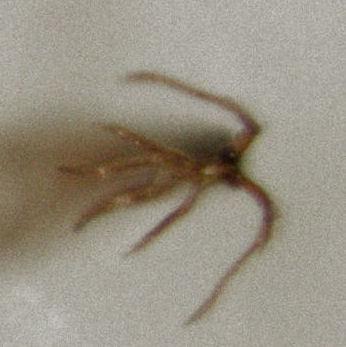
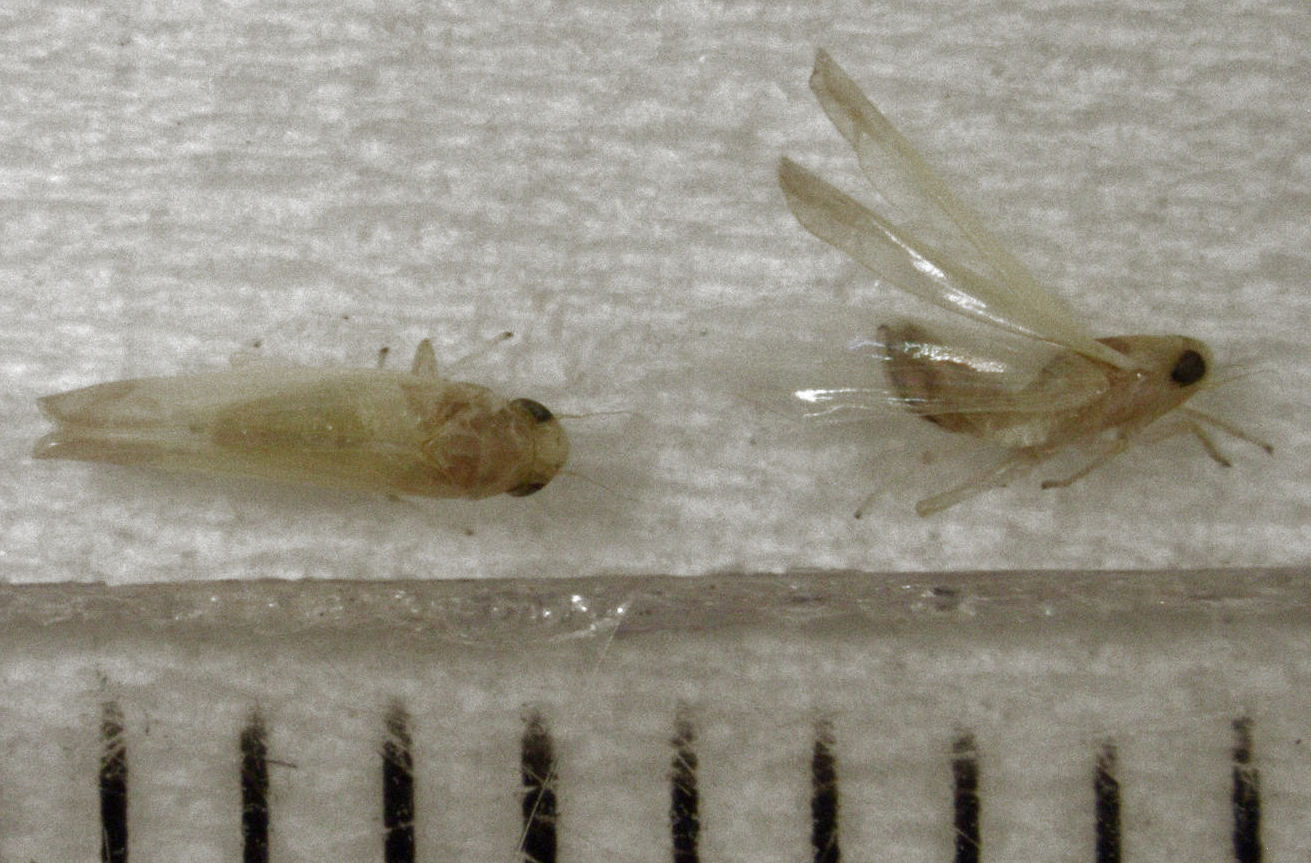